# La Trinidad, Chilchotla
La Trinidad är en ort i Mexiko.   Den ligger i kommunen Chilchotla och delstaten Puebla, i den sydöstra delen av landet, 200 km öster om huvudstaden Mexico City. La Trinidad ligger 2 659 meter över havet och antalet invånare är 934.
Terrängen runt La Trinidad är kuperad åt nordväst, men åt sydost är den bergig. Terrängen runt La Trinidad sluttar österut. Runt La Trinidad är det ganska tätbefolkat, med 65 invånare per kvadratkilometer. Närmaste större samhälle är Rafael J. García, 4,8 km sydost om La Trinidad. I omgivningarna runt La Trinidad växer i huvudsak blandskog.